# Eszik Alajos
Eszik Alajos (Kiskunfélegyháza, 1953. július 14. –) magyar festő, grafikus, illusztrátor.
1977–1983 között a Magyar Képzőművészeti Főiskola sokszorosító grafika szakán tanult, ahol mesterei Raszler Károly és Rozanics Tibor voltak. 1981-ben a Makói Művésztelep meghívott művésze lett, azóta rendszeresen dolgozik ott. 1977 óta jelentkezik önálló kiállításokkal, az 1980-as évektől több, a Móra Ferenc Kiadónál megjelent meséskönyvet és ifjúsági regényt illusztrált.
Tagja a Magyar Alkotóművészek Országos Egyesületének, a Magyar Grafikusművészek Szövetségének, a Magyar Alkotóművészek, a Magyar Rézkarcolóművészek Egyesületének, a Magyar Vízfestők Társaságának és a SZÖG-ART Művészeti Egyesületnek.

## Főbb művei
| - Nos, így kezdem a napom, krétarajz, 68×43 cm - Saul, krétarajz, 50×42 cm - A nő és a kutya, tus, fedőfehér, 43×38 cm - Helyi havazás, tus, fedőfehér, 43×38 cm - Gombfocizó monasz gabollyal, litográfia, 37×34 cm - Kis családi kör, litográfia, 64×48 cm - A császár és a halál, rézkarc, akvatinta, 32×23 cm - Caput mortuum, rézkarc, akvatinta, 40×59 cm - Farkasgúzs, rézkarc, akvatinta, 41×50 cm - Ijjajúgyélvezeménastrandot, rézkarc, akvatinta, 40×59 cm | - Dicsőséges Férfiúság, rézkarc, akvatinta, 32×23 cm - Alarm, rézkarc, akvatinta, 32×23 cm - A Tisza Szolnokig alacsony, lejjebb még alacsonyabb, rézkarc, akvatinta, 33×49 cm - Itthonsziget, tempera, 100×70 cm - Hephaistos, akvarell, 36×24 cm - Dolboló, akvarell, 42×30 cm - Hintakentaur, tempera, 60×60 cm - Kövér Kussdobos, tempera, 60×60 cm - Sátántánc, tempera, 100×70 cm |

### Könyvillusztrációk
- Móricz Zsigmond, A halhatatlanságra vágyó királyfi, Kormos István és Borbély Sándor vál., Budapest, Móra, 1984, ISBN 963-11-3926-3
- Turcsányi Ervin, A szikrai srácok, Budapest, Móra, 1984, ISBN 963-11-3595-0
- Eno Raud, A repülő csészealjak története, Budapest, Móra, 1985, ISBN 963-11-4165-9
- Jan Terlouw, Kiből lehet király?, Budapest, Móra, 1986, ISBN 963-11-3905-0
- Takács Tibor, A királynő katonája Budapest, Móra, 1986, ISBN 963-11-4514-X
- Takács Tibor, Ördögkút, Budapest, Móra, 1988, ISBN 963-11-6208-7
- Dénes Gizella, Kisasszonykirály, Budapest, Móra, 1990, ISBN 963-11-6938-3
- Dénes Gizella, Császármadár, Budapest, Móra, 1992, ISBN 963-11-6831-X
- Kosztasz Aszimakopoulosz, A király és a szobor, Budapest, Móra, 1992, ISBN 963-11-6856-5
- Zemlényi Attila, Piros arany: Versek, Budapest, Seneca, 1999, ISBN 963-9162-26-4
- JUSS folyóirat V. évf. 1-2. sz. (1992. tavasz/nyár) – Rossz kör / Eszik Alajos = = p. 85.Grafika, Új hullám / Eszik Alajos = = p. 223.Rajz

### Kiállításai
Egyéni kiállítások
| - 1977: Bercsényi Kollégium, Budapest; 1977, Közösségi Ház, Miskolc - 1978: Iparterv, Budapest - 1980: K.U.K. Galéria, Worms - 1981: Könyvtár, Vác - 1984: Kecskeméti Galéria, Kecskemét; Városi Galéria, Csongrád - 1985: Margit-szigeti Nagyszálló, Budapest - 1986: Stúdió Galéria, Budapest - 1991: Oroszlán Galéria, Szeged; Fiatal Művészek Klubja, Budapest - 1993: Újpest Galéria, Budapest - 1994: Hotel Aquincum, Budapest; Duna Galéria, Budapest | - 1995: Hetvennyolcas Galéria, Sopron; Termál Szálló Galéria, Budapest - 1996: Szerb templom, Balassagyarmat; Bercsényi Galéria, Budapest; Bálint Sándor Művelődési Ház, Szeged - 1997: Miskolci Galéria, Miskolc (Kőnig Frigyessel) - 1998: Tisza Galéria, Csongrád - 1999: Rákóczi-ház, Miskolc (Kőnig Frigyessel) - 2000: Városi Galéria, Csongrád; Anda Dán Bútorstúdió, Budapest - 2002: Galéria IX, Budapest; Hereditas Galéria, Budapest - 2003: Kiskun Múzeum, Kiskunfélegyháza - 2010: Petőfi Sándor Városi Könyvtár, Kiskunfélegyháza |

### Válogatott csoportos kiállítások
| - 1981: Worms, Belgrád - 1985: Fiume - 1986: Stockholm, Majdanek - 1988: Lichtenberg, Kulmbach - 1990: Düsseldorf, Neuss - 1992: Az idegen szép, Barcsay Terem, Budapest; Liget Galéria, Budapest - 1993: Vízfestők Társasága, Rondella, Esztergom; Temesvár - 1994: Szegedi Képtár, Szeged; Pécsi Galéria, Pécs - 1995: Miskolci Galéria, Miskolc; Magyar Képzőművészeti Főiskola, Barcsay Terem, Budapest; 3. Mai Japán–Magyar Grafikai Kiállítás, Szegedi Nyári Tárlat; XVIII. Országos Grafikai Biennálé, Miskolc | - 1996: XV. Országos Akvarell Biennálé, Tábornokház, Eger - 1997: Idill, Hetvennyolcas Galéria, Sopron; Szög-Art csoport, Magyar Intézet, Stuttgart; Úton, At Home Galéria, Somorja (Kocsis Imrével, Baranyay Andrással, Pásztor Gáborral); 1001 vízcsepp, Újpest Galéria, Budapest - 1998: XIX. Országos Grafikai Biennálé, Miskolci Galéria, Miskolc; XVI. Országos Akvarell Biennálé, Tábornokház, Eger; Magyar grafika, Bytom–Varsó; Szög-Art csoport, Stadt- und Bergbaumuseum, Freiberg - 1999: Szent Dorottya laudációja, Hetvennyolcas Galéria, Sopron; I. Nemzetközi Tisza Akvarell Symposion, Csongrád; Szög-Art csoport, Magyar Intézet, Párizs. |

### Kiállításmegnyitók
- 1998. december 6.: Szabó Béla festőművész kiállítása, Erdélyi Kör Soproni Kiállítóterme
- 2003: Kiss Miklós képzőművész kiállítása, Szivacs Galéria, Dunaújváros